# Cali Swag District
Cali Swag District foi um grupo de rap e hip hop dos Estados Unidos, com origem em Inglewood, Califórnia Big Wy e Dairold Potts. O grupo é mais conhecido pelo single "Teach Me How to Dougie", que estreou na 91ª posição da Billboard Hot 100. A canção foi ganhando maior notoriedade e chegou a estar na 28ª posição na décima terceira semana. Um segundo single, chamado "Where You Are", foi lançado no mesmo ano mas não alcançou sucesso.

## Morte de M-Bone
Em 15 de maio de 2011, o membro M-Bone foi assassinado enquanto estava dentro do seu carro no bairro onde morava quando foi atingido por dois tiros.

## Morte de Jay-Are
Em 7 de junho de 2014, o membro Jay-Are sofria de anemia falciforme e foi hospitalizado quinta-feira por razões desconhecidas, esta de acordo com a MTV, Horas depois, ele entrou em uma paragem cardíaca e morreu.

## Discografia

### Álbuns de estúdio
| Ano  | Detalhes                                                  |
| ---- | --------------------------------------------------------- |
| 2011 | The Kickback - A ser lançado - Gravadora: Capitol Records |

### Singles
| 2010                                                | "Teach Me How to Dougie" | 28 | 9  | 6  | - EUA: Ouro | The Kickback |
| 2010                                                | "Where You Are"          | —  | 45 | 22 |             | The Kickback |
| "—" denota uma canção que não apareceu nas paradas. |                          |    |    |    |             |              |